# 카나에 슌스케
카나에 슌스케(일본어: 蟹江 俊介, (1월 4일 ~ )는 일본의 성우이다. 아이치현 지타반도에서 태어나 성장했다. 전문학교 도쿄 아나운스 학원. 어뮤즈멘트 미디어 종합학원 출신, 아오니 프로덕션 소속이다.

## 출연작품

### TV 애니메이션
2012년
- 고전부 (야구부원)

2014년
- 디스크 워즈 어벤져스 (경찰, 히드라병, 강도 C)
- 사랑 천지무용 (GPSWAT 부관)

2015년
- 우귀-KAGEWANI-(2015년 - 2016년 마을사람, 공항직원, 운전기사, 마을사람, 특수부대 외) - 2시리즈
- 김전일 소년의 사건부R (와타나베)
- Go! 프린세스 프리큐어 (심판, 남학생)
- 전국무쌍 (전령병)
- 꼬마 마루코짱 (2015년 - 2021년 사과사탕집, 연예인, 현지인, 스카우트맨, 야채가게 외)
- 전파교사 (남학생 A, 남C, 남학생 C)
- 원피스: 에피소드 오브 사보 ~삼형제의 인연 기적의 재회와 이어받은 의지~

2016년
- 타이거 마스크W (2016년 - 2017년 장내 아나운서, 엘 카라카스)
- DAYS(다른 부원)
- 드림페스! (진행 스탭)
- 재와 환상의 그림갈 (의용병 A)
- 퍼즐앤드래곤 크로스 (스탭)
- Bloodivores (죄수 B, 선생님)
- 매직 쿵! 르네상스 (남학생)
- 명탐정 코난 (오토바이 운전사)
- ONE PIECE (2016년 - 2022년, 부하, 리더, 거울, 어인, 체스병 외)
- ONE PIECE~ 하트오브 골드~

2017년
- 제로부터 시작하는 마법의 서 (농부, 국가기사)
- 진격의 거인 (모브릿의 부하)
- 겁쟁이 페달 （大観寺晴壱）
- 도검난무
- 장국의 알타이르 (교관)
- 키라키라☆프리큐어 아라모드 (남성)
- Wake Up, Girls! (사회자)
- 이누야시키 (형사)

2018년
- 산리오 남자 (부원)
- 달콤한 징벌~나는 간수 전용 애완동물 (간수)
- 레이튼 미스터리 탐정사 ~카트리의 수수께끼 풀이 파일~ (2018년 - 2019년 케이지)
- 게게게의 키타로 (제6작)
- ONE PIECE 에피소드 오브 하늘섬
- 무효와 로지의 마법률상담사무소 (남, 아카메, 오카와치 카나리)
- 소드 아트 온라인 앨리시제이션 (의사)

2020년
- 아사틸 미래의 옛날이야기 (나그네)

2021년
- 월드 트리거 (기자A)
- 야토가메짱 관찰일기 (오빠, 반친구2, 남)
- 슬라임을 잡으면서 300년, 모르는 사이에 레벨 MAX가 되었습니다 (세계수의 짐승들)
- 스칼렛 넥서스 (부하 B)
- 테슬라 노트 (남자1,3, 요나스, 마피아1, 오퍼레이터, 상층부1 외)
- 투신기 지즈 플레임 (통신사 오퍼레이터 조타사)
- 흡혈귀는 툭하면 죽는다 (체육교사)
- 사쿠간 (경비원)

2022년
- 디지몬 고스트 게임 (남자손님, 부기몬)
- 리맨즈 클럽 (공장장)